# Göran Hägglund
Bo Göran Hägglund (Degerfors (Värmland), 27 januari 1959) is een Zweeds politicus. Hij is lid van de Kristdemokraterna (christendemocraten), waarvan hij tussen 2004 en 2015 de partijleider was. Van 2006 tot 2014 was hij minister van Sociale Zaken en Gezondheid in de Zweedse regering van Fredrik Reinfeldt.

## Biografie
Hägglund werd geboren in Degerfors, maar verhuisde in 1978 naar Jönköping. Hij groeide op in de Pinksterbeweging, maar is nu lid van de Zweedse Kerk. Hij is gehuwd en heeft twee kinderen.
Zijn eerste politieke stappen zette hij in de christendemocratische jongerenorganisatie. Vanaf 1978 werkte hij voor de partij en in de jaren 1980 kwam hij in de gemeenteraad van Jönköping. Nadat zijn partij in 1985 een parlementszetel won, ging hij aan de slag als parlementair medewerker. In 1988 verliet hij gedurende enkele jaren het politieke leven en ging hij werken voor een verzekeringsmaatschappij. Bij de Zweedse verkiezingen van 1991 werd hij voor het eerst verkozen als lid van de Riksdag, het Zweedse parlement.
Hägglund werd lang gezien als de opvolger van partijleider Alf Svensson. Toen Svensson in 2004 na 31 jaar aftrad en Hägglund zich voor de functie verkiesbaar stelde, kreeg hij echter tegenstand van twee andere kandidaten die aanvankelijk op meer steun konden rekenen. Ze trokken zich echter beiden terug, waarna Hägglund op 3 april 2004 alsnog partijleider werd. Kort daarna richtte hij met drie andere centrumrechtse partijen (Moderaterna, Centerpartiet en Liberalerna) de Allians för Sverige op.
Bij de verkiezingen van 2006 trad Hägglund voor het eerst aan als lijsttrekker. De christendemocraten verloren negen zetels, maar de Allians för Sverige behaalde een meerderheid, waardoor de vier deelnemende partijen een regering konden vormen. In het kabinet, dat onder leiding stond van premier Fredrik Reinfeldt (Moderaterna), werd Hägglund benoemd tot minister van Sociale Zaken en Gezondheid. Hij zou die functie uiteindelijk acht jaar bekleden.
Gedurende het partijleiderschap van Hägglund vielen de verkiezingsresultaten van de christendemocraten meermaals tegen. Na het verlies in 2006 viel de partij bij de parlementsverkiezingen van 2010 en 2014 nog verder terug. Ook bij opeenvolgende lokale verkiezingen werden zware verliezen geleden. In april 2015 trad Hägglund na elf jaar af als partijleider en werd hij opgevolgd door Ebba Busch. Tegelijkertijd gaf Hägglund zijn parlementszetel op. Nadien ging hij aan de slag als bestuurder in het bedrijfsleven, onder meer bij Systembolaget.